# جائزة الأمير خالد الفيصل للغة القرآن
جائزة الأمير خالد الفيصل للغة القرآن جائزة سنوية أعلن عن إطلاق نسختها الأولى تحت عنوان (اللغة العربية وريادة الأعمال) في 1 يونيو 2022، والجائزة منبثقة من وقف لغة القرآن في جامعة الملك عبد العزيز برعاية وتمويل الأمير خالد الفيصل بن عبد العزيز، وتهدف لتمكين اللغة العربية والاحتفاء بالمبادرات اللغوية المميزة، وتمنح في أربعة فروع أو مسارات. إضافة إلى الاحتفاء بتكريم شخصية سعودية ريادية لها إسهام في خدمة اللغة العربية عملياً وعلمياً.

## الأهداف
- تحفيز قطاعات المجتمع لتمكين اللغة العربية والعناية بها.
- دعم المبادرات اللغوية المميزة.
- العناية بالمبدعين في اللغة العربية وتقدير جهودهم.
- بث روح التنافس بين القطاعات المعنية بخدمة اللغة العربية.
- رفع كفاءة منظومة العمل في الكيانات المعنية باللغة العربية.[2]

## مجالات الجائزة
1. المبادرات المؤسسية.
2. مبادرات الأفراد.
3. مبادرات القطاع الخاص.
4. مبادرات القطاع الثالث (غير الربحي).[3]

## مسارات الجائزة
- الريادة العلمية: وتشمل المشاريع اللغوية المبنية على البحث العلمي.
- الريادة التقنية: وتشمل المشاريع اللغوية المبنية على الابتكار التقني.
- الريادة الاجتماعية: وتشمل المشاريع اللغوية التي تقدم حلولا للظواهر المجتمعية.[3]

## مجلس أمناء الجائزة
- خالد الفيصل بن عبد العزيز آل سعود (رئيس مجلس أمناء الجائزة).
- عبد الرحمن بن عبيد اليوبي (المشرف العام).
- عبد الرحمن السلمي (نائب المشرف العام).
- عبد الله المعطاني (أمين عام).
- عدنان الحميدان (عضو).
- معدي آل مذهب (عضو).
- يوسف عسيري (عضو).
- محمد ناغي (عضو).
- عبد الله صادق دحلان (عضو).
- هيفاء جمل الليل (عضو).
- أحمد الزائدي (عضو).
- هناء النعيم (عضو).
- نوال الحلوة (عضو).
- عبد الرحمن بغلف (عضو).[4]

## الفائزون بالجائزة

### الموسم الأول 2022
مسار الريادة العلمية (المؤسسات):
1. مجمع اللغة العربية بمكة وذلك عن مبادرة إنشاء مجمع اللغة العربية في مكة الكرمة.
2. معهد تعليم اللغة العربية لغير الناطقين بها في جامعة أم القرى عن مبادرة سلسة أم القرى لتعليم اللغة العربية للناطقين.

مسار الريادة العلمية (الأفراد):
1. الأستاذ الدكتور محمد بن علي العمري من جامعة الملك خالد عن مبادرة منصة لسان مبين اللغوية لتبسيط علوم اللغة العربية.

مسار الريادة التقنية (المؤسسات):
1. شركة هاد للاتصالات وتقنية المعلومات عن تطبيق علمني العربية.
2. مؤسسة أدب عن منصة أدب الإلكترونية مناصفة مع مركز الترجمة والتعريب جامعة الملك عبدالعزيز عن منصة (تعريب) للمصطلحات العلمية المعربة.

مسار الريادة التقنية (الأفراد):
1. الدكتور غسان راشد النويمي والأستاذ عبد الله بن شهوان المالكي عن مبادرتهما منصة الكتب الصوتية.

مسار الريادة المجتمعية (المؤسسات):
1. شبكة فاز للاستشارات التعليمية والتربوية عن مبادرة شبكة فاز.

مسار الريادة المجتمعية (الأفراد):
1. الدكتور زياد بن عبدالله الدريس المندوب الدائم السابق للسعودية لدى منظمة اليونسكو عن مبادرة احتفالية اليوم العالمي للغة العربية.

مسار الشخصية اللغوية
1. الأستاذ الدكتور محمود إسماعيل صالح أستاذ اللسانيات التطبيقية في جامعة الملك سعود.[5]